# Heisebeck
Heisebeck is een dorp in de gemeente Wesertal in de Duitse deelstaat Hessen.
Heisebeck fuseerde op 1 februari 1971 met Arenborn, Gewissenruh, Gieselwerder, Gottstreu en Oedelsheim tot de gemeente Oberweser, die op 1 januari 2020 fuseerde met de gemeente Wahlsburg tot de gemeente Wesertal.
Arenborn · Gewissenruh · Gieselwerder · Gottstreu · Heisebeck · Lippoldsberg · Oedelsheim · Vernawahlshausen